# 2871 Шобер
2871 Шобер (2871 Schober) — астероїд головного поясу, відкритий 30 серпня 1981 року.
Тіссеранів параметр щодо Юпітера — 3,603.